# Педикање Коле Мартино (Кјети)
Педикање Коле Мартино (итал. Pedicagne Colle Martino) је насеље у Италији у округу Кјети, региону Абруцо.
Према процени из 2011. у насељу је живело 86 становника. Насеље се налази на надморској висини од 26 м.